# Antonio García Reinoso

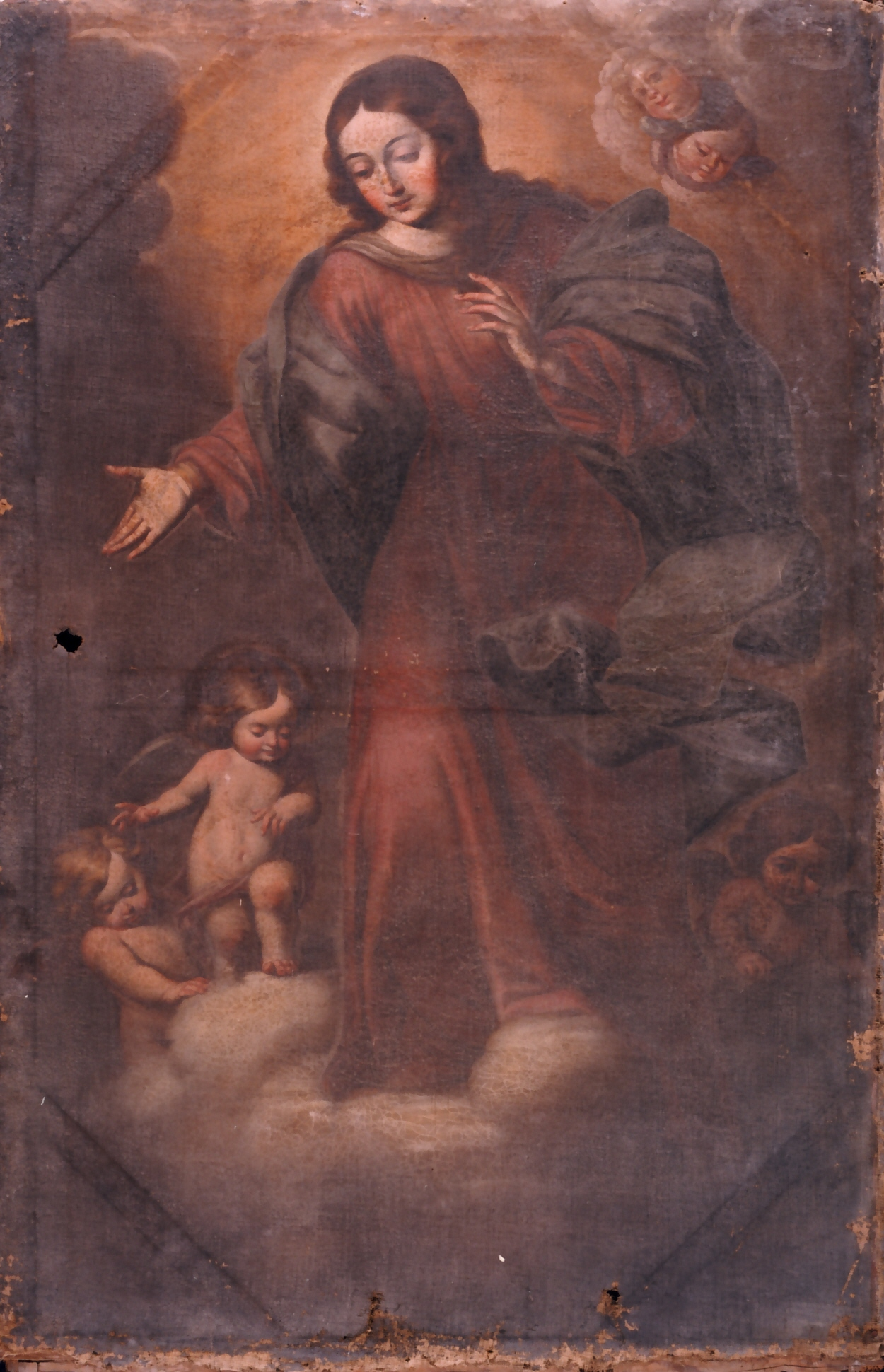
Inmaculada Concepción, óleo sobre lienzo, 173 x 115 cm, Museo de Bellas Artes de Córdoba.

Antonio García Reinoso (Granada, c. 1623-Córdoba, 1677) fue un pintor barroco español, del que se conocen principalmente sus dibujos en los que se advierten influencias de Antonio del Castillo.

## Biografía
Antonio García Reinoso habría nacido, según Antonio Palomino, en Cabra y hacia 1623, pues lo dice muerto en Córdoba el 12 de julio de 1677, «a los cincuenta y cuatro de su edad, con poca diferencia», aunque se ha podido determinar que nació en Granada y quizá lo hiciese algunos años antes de los que se pueden deducir de lo afirmado por Palomino, si bien no se ha hallado la partida de bautismo. En Cabra debió de establecerse con su familia siendo aún niño y —de nuevo según Palomino—, se formó en Jaén en el taller de Sebastián Martínez Domedel. Con cierta imprecisión en las fechas, se ha supuesto que trabajase en Granada, donde podría haber recibido también la influencia de los granadinos Miguel Jerónimo de Cieza o Ambrosio Martínez de Bustos. Palomino menciona su paso por Andújar, donde pintó el gran cuadro que ocupaba todo el testero de la capilla mayor de la iglesia de los capuchinos, con la Santísima Trinidad, la Virgen, san José, san Francisco de Asís, san Ildefonso y una gloria de ángeles, y el de la Casta Susana, pintado para un «caballero muy aficionado a la Pintura, y vecino de la villa de Linares», que puesto a secar en el patio atrajo a un gorrioncillo, según el relato de Palomino que recuerda el tópico de Zeuxis y su pintura de un racimo de uvas. También en Martos, dice Palomino, pintó una «portentosa imagen de Jesús Nazareno», y se ha supuesto su paso por algunas otras localidades andaluzas. Lo cierto es que en 1646 contrajo matrimonio en Cabra con Isabel Ramírez Lorite, de familia privilegiada, con quien tuvo dos hijos, bautizados ambos en Cabra: Juan Guillermo, que sería también pintor, en 1647, y Anastasio, en 1648.
Hacia 1672 se estableció en Córdoba, donde en 1675 se documenta el alquiler de unas casas en la calle de los Mercaderes y dice Palomino que lo conoció. Con su hijo Juan Guillermo regentó un taller ocupado en labores de dorado y estofado de retablos y otras tareas menudas, como el dorado de unas andas, además de proporcionar trazas para piezas de orfebrería.

## Obras
Su obra pictórica se enmarca dentro del estilo barroco y consta de bastantes dibujos y pocos cuadros. A veces, se le considera seguidor de Antonio del Castillo.
Perdidas todas las obras citadas por Palomino, los cuatro lienzos dedicados a Fernando III el Santo en el presbiterio de la catedral de Córdoba, dos de ellos firmados, en los que trabajó entre 1675 y 1676, son las obras más significativas de su producción. Sus asuntos, según los describe José María Palencia, serían:
- San Fernando en la conquista de Baeza, firmado «Reinosso».
- San Fernando en la conquista de Córdoba o Aparición de san Pedro y san Pablo a san Fernando ante la conquista de Córdoba.
- San Fernando en la conquista de Sevilla o Aparición de la Virgen a San Fernando en sueños antes de la conquista de Sevilla. Al dorso lleva la inscripción: «enpeçaron los 4 / lienços en 6 de Agto / de 1675 // Agto., 29, de 1676. se acabaron / Sr Anto feliz / Gara Reinoso. pin», junto con otras inscripciones que informan de una antigua restauración.
- San Fernando como monarca universal, firmado «Reinosso».[10]

A ellos apenas cabe agregar una Inmaculada Concepción, de atribución dudosa, conservada en el Museo de Bellas Artes de Córdoba, y una Virgen de la Cabeza de colección particular, en la que tras reciente limpieza ha aparecido la firma «A. G. R. año de 1666», presumiblemente pintada en Andújar. Más abundantes son los dibujos, de los que existen importantes conjuntos en el Museo de Bellas Artes de Córdoba, y la Biblioteca Nacional.